# Stazione meteorologica di San Pietro Capofiume
La stazione meteorologica di San Pietro Capofiume è la stazione meteorologica di riferimento per l'Organizzazione Meteorologica Mondiale relativa all'omonima frazione del comune di Molinella, nella città metropolitana di Bologna, gestita dall'ARPA dell'Emilia-Romagna.

## Caratteristiche
La stazione meteorologica, originariamente gestita dall'ERSA, è stata una stazione presidiata tra il 1985 e il 1999, in seguito sostituita da una stazione di tipo automatico DCP.
Gestita a partire dal 1996 dal Servizio Idrometeorologico dell'ARPA Emilia-Romagna, si trova nell'Italia nord-orientale, in Emilia-Romagna, in provincia di Bologna, nel comune di Molinella, nella località di San Pietro Capofiume, col barometro collocato a 10 metri s.l.m. e alle coordinate geografiche 44°39′13.63″N 11°37′22.28″E.
Oltre a rilevare i dati 24 ore su 24 su temperatura, precipitazioni, pressione atmosferica, umidità relativa, direzione e velocità del vento, San Pietro Capofiume è una delle otto stazioni italiane in cui vengono effettuate osservazioni in quota grazie ai radiosondaggi, con almeno due lanci al giorno di palloni sonda previsti alle ore 0 e alle ore 12 UTC.
La gestione della stazione meteorologica e dei radiosondaggi è affidata all'ARPA dell'Emilia-Romagna.

## Medie climatiche ufficiali

### Dati climatologici 1991-2005
In base alla media calcolata dall'ARPA Emilia-Romagna per il periodo tra il 1991 e il 2005, la temperatura media del mese più freddo, gennaio, si attesta attorno ai +2,4 °C; quella del mese più caldo, agosto, è di circa +23,8 °C. Mediamente, nel corso dell'anno si contano 77,1 giorni di gelo e 1,7 giorni di ghiaccio.
Nello stesso periodo, le precipitazioni medie annue si attestano a 611,2 mm, con minimo in febbraio e picco massimo in ottobre.
| San Pietro Capofiume (1991-2005) | Mesi | Mesi | Mesi | Mesi | Mesi | Mesi | Mesi | Mesi | Mesi | Mesi | Mesi | Mesi | Stagioni | Stagioni | Stagioni | Stagioni | Anno  |
| San Pietro Capofiume (1991-2005) | Gen  | Feb  | Mar  | Apr  | Mag  | Giu  | Lug  | Ago  | Set  | Ott  | Nov  | Dic  | Inv      | Pri      | Est      | Aut      | Anno  |
| -------------------------------- | ---- | ---- | ---- | ---- | ---- | ---- | ---- | ---- | ---- | ---- | ---- | ---- | -------- | -------- | -------- | -------- | ----- |
| T. max. media (°C)               | 6,5  | 9,8  | 15,4 | 18,1 | 24,0 | 27,8 | 30,2 | 30,8 | 25,2 | 18,8 | 11,8 | 6,8  | 7,7      | 19,2     | 29,6     | 18,6     | 18,8  |
| T. min. media (°C)               | −1,8 | −2,2 | 1,7  | 5,5  | 10,4 | 13,9 | 16,0 | 16,7 | 12,3 | 8,7  | 4,2  | −0,5 | −1,5     | 5,9      | 15,5     | 8,4      | 7,1   |
| Giorni di gelo (Tmin ≤ 0 °C)     | 21,6 | 19,8 | 9,5  | 1,6  | 0,0  | 0,0  | 0,0  | 0,0  | 0,0  | 0,4  | 6,5  | 17,7 | 59,1     | 11,1     | 0,0      | 6,9      | 77,1  |
| Giorni di ghiaccio (Tmax ≤ 0 °C) | 0,6  | 0,3  | 0,0  | 0,0  | 0,0  | 0,0  | 0,0  | 0,0  | 0,0  | 0,0  | 0,1  | 0,7  | 1,6      | 0,0      | 0,0      | 0,1      | 1,7   |
| Precipitazioni (mm)              | 30,2 | 17,1 | 31,7 | 73,4 | 49,5 | 44,3 | 48,2 | 48,6 | 67,7 | 75,6 | 68,8 | 56,1 | 103,4    | 154,6    | 141,1    | 212,1    | 611,2 |

## Valori estremi

### Temperature estreme mensili dal 1985 ad oggi
Nella tabella sottostante sono riportati i valori delle temperature estreme mensili registrate presso la stazione meteorologica dal 1985 ad oggi. La temperatura minima assoluta ha toccato i -24,8 °C nel gennaio 1985 (all'epoca la stazione era gestita dall'ERSA), mentre la temperatura massima assoluta ha raggiunto i +39,7 °C nell'agosto 2017.
| San Pietro Capofiume (1985-2023) | Mesi         | Mesi         | Mesi         | Mesi        | Mesi        | Mesi        | Mesi        | Mesi        | Mesi        | Mesi        | Mesi        | Mesi         | Stagioni | Stagioni | Stagioni | Stagioni | Anno  |
| San Pietro Capofiume (1985-2023) | Gen          | Feb          | Mar          | Apr         | Mag         | Giu         | Lug         | Ago         | Set         | Ott         | Nov         | Dic          | Inv      | Pri      | Est      | Aut      | Anno  |
| -------------------------------- | ------------ | ------------ | ------------ | ----------- | ----------- | ----------- | ----------- | ----------- | ----------- | ----------- | ----------- | ------------ | -------- | -------- | -------- | -------- | ----- |
| T. max. assoluta (°C)            | 17,9 (2016)  | 22,6 (2019)  | 28,1 (2012)  | 29,3 (2000) | 35,1 (2009) | 37,1 (2012) | 38,8 (2007) | 39,7 (2017) | 35,8 (2015) | 29,8 (2011) | 23,5 (1989) | 21,7 (1989)  | 22,6     | 35,1     | 39,7     | 35,8     | 39,7  |
| T. min. assoluta (°C)            | −24,8 (1985) | −18,5 (1991) | −10,3 (2005) | −3,8 (2003) | 1,5 (1987)  | 4,0 (1986)  | 8,7 (1991)  | 7,6 (1986)  | 3,8 (1992)  | −1,5 (2003) | −7,3 (1988) | −16,6 (2009) | −24,8    | −10,3    | 4,0      | −7,3     | −24,8 |